# لنسبرگ (دهانه)
لنسبرگ یک دهانه برخوردی در ماه‌ است.

## دهانه‌های اقماری
این دهانه ۱۲ دهانه اقماری دارد.
| Lansberg | عرض جغرافیایی | طول جغرافیایی | قطر          |
| -------- | ------------- | ------------- | ------------ |
| A        | ۰.۲° N        | ۳۱.۱° W       | ۹.۰ کیلومتر  |
| C        | ۱.۵° S        | ۲۹.۲° W       | ۱۷.۰ کیلومتر |
| B        | ۲.۵° S        | ۲۸.۱° W       | ۹.۰ کیلومتر  |
| E        | ۱.۸° S        | ۳۰.۳° W       | ۶.۰ کیلومتر  |
| D        | ۳.۰° S        | ۳۰.۶° W       | ۱۱.۰ کیلومتر |
| G        | ۰.۶° S        | ۲۹.۴° W       | ۱۰.۰ کیلومتر |
| F        | ۲.۲° S        | ۳۰.۷° W       | ۹.۰ کیلومتر  |
| L        | ۳.۵° S        | ۲۶.۴° W       | ۵.۰ کیلومتر  |
| N        | ۱.۹° S        | ۲۶.۴° W       | ۴.۰ کیلومتر  |
| P        | ۲.۳° S        | ۲۳.۰° W       | ۲.۰ کیلومتر  |
| Y        | ۰.۷° N        | ۲۸.۲° W       | ۴.۰ کیلومتر  |
| X        | ۱.۲° N        | ۲۷.۸° W       | ۳.۰ کیلومتر  |